# Modestino de Jesús y María
Modestino de Jesús y María O.F.M. (en italiano, Modestino di Gesù e Maria), nacido Domenico Nicola Mazzarella (Frattamaggiore, 5 de septiembre de 1802 - Nápoles, 24 de julio de 1854), fue un religioso italiano, declarado beato por la Iglesia católica.

## Biografía
Nació en Frattamaggiore, a unos pocos kilómetros de Nápoles, en el seno de la modesta familia de Nicola Mazzarella, fabricante de cuerdas, y Teresa Esposito, tejedora de cáñamo, siendo el último de seis hijos.
Durante una celebración, manifestó su precoz vocación religiosa al obispo de Aversa Agostino Tommasi, quien estaba de visita en la iglesia de San Sossio Levita y Mártir. Dados los escasos medios económicos de la familia Mazzarella, el obispo se encargó personalmente de acoger a Domenico Nicola en el seminario y lo hizo trabajar como ordenanza en el cabildo de la catedral de San Pablo Apóstol. Domenico Nicola continuó sus estudios con ahínco, pero tras la muerte del obispo Tommasi, asesinado en 1821, se vio obligado a regresar a su pueblo.
En 1822, asistió al convento alcantarino de Grumo Nevano, dedicado a Santa Catalina y San Pascual. Allí, bajo la guía espiritual del padre Fortunato della Croce y del hermano Modestino di Gesù e Maria da Ischia, el joven maduró su voluntad de consagrarse a la Orden Franciscana, así que en noviembre del mismo año ingresó en el noviciado de Santa María Occorrevole en Piedimonte Matese, vistiendo el hábito alcantarino y tomando el nombre de hermano Modestino de Jesús y María (Modestino di Gesù e Maria), en honor a su maestro fallecido unos meses antes. Tras estudiar teología, fue ordenado sacerdote el 22 de diciembre de 1827 en la catedral de Aversa por el obispo Francesco Saverio Durini. De este modo, comenzó a vivir en varios conventos alcantarinos de la región de Campania.
Como simple fraile estuvo en los conventos de Grumo Nevano, Marcianise y Portici; luego fue guardián de los conventos de Mirabella Eclano y Pignataro Maggiore. A partir de 1837 trabajó en Nápoles, primero en el convento de Santa Lucía al Monte y luego en el del popular Rione Sanità.
Como confesor frecuentó cárceles y hospitales. Siempre llevaba consigo la imagen de Nuestra Señora del Buen Consejo y era muy querido por el pueblo, que le llamaba Gesùcristiello ("pequeño Cristo", en napolitano). Compartió muchas iniciativas espirituales con el arzobispo de Nápoles, el cardenal Sisto Riario Sforza, y fue confidente personal del papa Pío IX. Además, disfrutando de la confianza del rey Fernando II y estando frecuentemente en la corte, en 1853 fue nombrado limosnero en beneficio de los pobres del reino.
Cuando el cólera asoló la capital en 1854, Modestino siguió acudiendo a los enfermos para llevarles consuelo y oraciones, como siempre había hecho, y acabó enfermando él mismo. Murió el 24 de julio de 1854 y fue enterrado en las catacumbas de San Gaudioso, situadas bajo la basílica de Santa María della Sanità.
Su tumba estuvo en las catacumbas de San Gaudioso hasta 1901, cuando se trasladó al interior de la basílica de Santa María della Sanità, concretamente en la capilla lateral del vestíbulo de las mismas catacumbas. En octubre de 2015, la urna con sus restos mortales fue llevada a la ciudad de Frattamaggiore y, el 18 de octubre, fue colocada definitivamente en la iglesia franciscana de Santa Catalina en Grumo Nevano, en la capilla de Nuestra Señora del Buen Consejo.
La fama de su santidad y capacidad de hacer milagros fue inmediatamente fuerte y extendida, hasta el punto de que la arquidiócesis napolitana se comprometió inmediatamente para su beatificación. Modestino fue beatificado por el papa Juan Pablo II el 29 de enero de 1995.